# Jean-Claude Mézières
Jean-Claude Mézières (Paris, 23 de setembro de 1938 – Paris, 23 de janeiro de 2022) foi um ilustrador francês dos histórias em quadrinhos. Ficou conhecido pela sua parceria com Pierre Christin (roteirista), e sua irmã, Evelyn Tranlé (colorista) na série Valerian et Laureline.

## Vida
Nascido e criado em Paris, ele foi introduzido ao desenho por seu irmão mais velho e influenciado por artistas de quadrinhos como Hergé, Andre Franquin e Morris e mais tarde por Jijé e Jack Davis. Formado no Institut des Arts Appliqués, ao se formar trabalhou como ilustrador de livros e revistas e também na área de publicidade. O interesse de toda uma vida pelo Velho Oeste o levou a viajar para os Estados Unidos em 1965 em busca de aventuras como cowboy, uma experiência que influenciou seu trabalho posterior.
De volta à França, Mézières se juntou a seu amigo de infância, Pierre Christin, para criar Valérian et Laureline, a popular série de quadrinhos de ficção científica pela qual ele é mais conhecido. Mézières também trabalhou como designer conceitual em vários projetos cinematográficos - principalmente no filme de Luc Besson de 1997, O Quinto Elemento - além de continuar a trabalhar como ilustrador para jornais, revistas e publicidade. Ele também ministrou cursos de produção de quadrinhos na Universidade Paris VIII.
Mézières morreu em 23 de janeiro de 2022, aos 83 anos de idade.

## Publicações selecionadas
- Valérian et Laureline (1967 - presente) - desenhado por Mézières, escrito por Pierre Christin. A clássica série de histórias em quadrinhos que descreve as aventuras do agente espaço-temporal Valérian e sua agressiva companheira ruiva, Laureline, enquanto viajam pelo espaço e pelo tempo, é o trabalho mais conhecido e mais vendido de Mézières. Sete dos álbuns foram traduzidos para o inglês.
- Mon Amérique à moi (My Very Own America) (1974) – uma tira autobiográfica de oito páginas, publicada pela primeira vez em Pilote , contando o tempo de Mézières na América em meados da década de 1960. Uma tradução em inglês foi publicada em preto e branco em 1996 como parte de European Readings of American Popular Culture, uma publicação acadêmica editada por John Dean e Jean-Paul Gabillet.
- Mezi avant Mézières (1981) – uma coleção dos primeiros trabalhos de Mézières para revistas como Pilote .
- Mézières et Christin avec... (1983) – compilação dos primeiros trabalhos, incluindo a primeira publicação da história de Valérian Bad Dreams em um álbum, bem como Mon Amérique à moi e as tiras que Mézières produziu para a Métal Hurlant .
- Lady Polaris (1987) – um romance ilustrado escrito por Pierre Christin, tendo como pano de fundo os grandes portos marítimos da Europa, sobre o misterioso naufrágio do cargueiro Lady Polaris.
- Les Extras de Mézières (Mézières' Extras) (1995) –  uma coleção variada de Mézières obras produzidas na década de 1980 e início de 1990. Inclui exemplos do trabalho de publicidade de Mézières, bem como designs de conceitos para projetos de filmes.
- Les Extras de Mézières No. 2: Mon Cinquieme Element (Mézières' Extras No. 2: My Fifth Element) (1998) – uma coleção de desenhos conceituais produzidos por Mézières para o filme The Fifth Element.
- Adieu rêve américain (Farewell American Dreams) – parte da série Correspondences de Pierre Christin. Mézières e Christin relembram suas aventuras americanas.